# IPhone 13 Pro
iPhone 13 Pro及iPhone 13 Pro Max是由蘋果公司設計與銷售的智能手機，為第15代iPhone系列智慧型手機之一，亦是iPhone 12 Pro及iPhone 12 Pro Max的後繼機型。該系列於2021年9月14日在美國加利福尼亞州庫比蒂諾的蘋果園區舉行的發布會上隨著iPhone 13及iPhone 13 mini一同發布。由於2019冠状病毒病疫情關係，該發布會繼續為線上直播進行。iPhone 13 Pro及iPhone 13 Pro Max於2021年9月17日開始預訂，並於2021年9月24日在大部分地區發售。

## 外觀設計

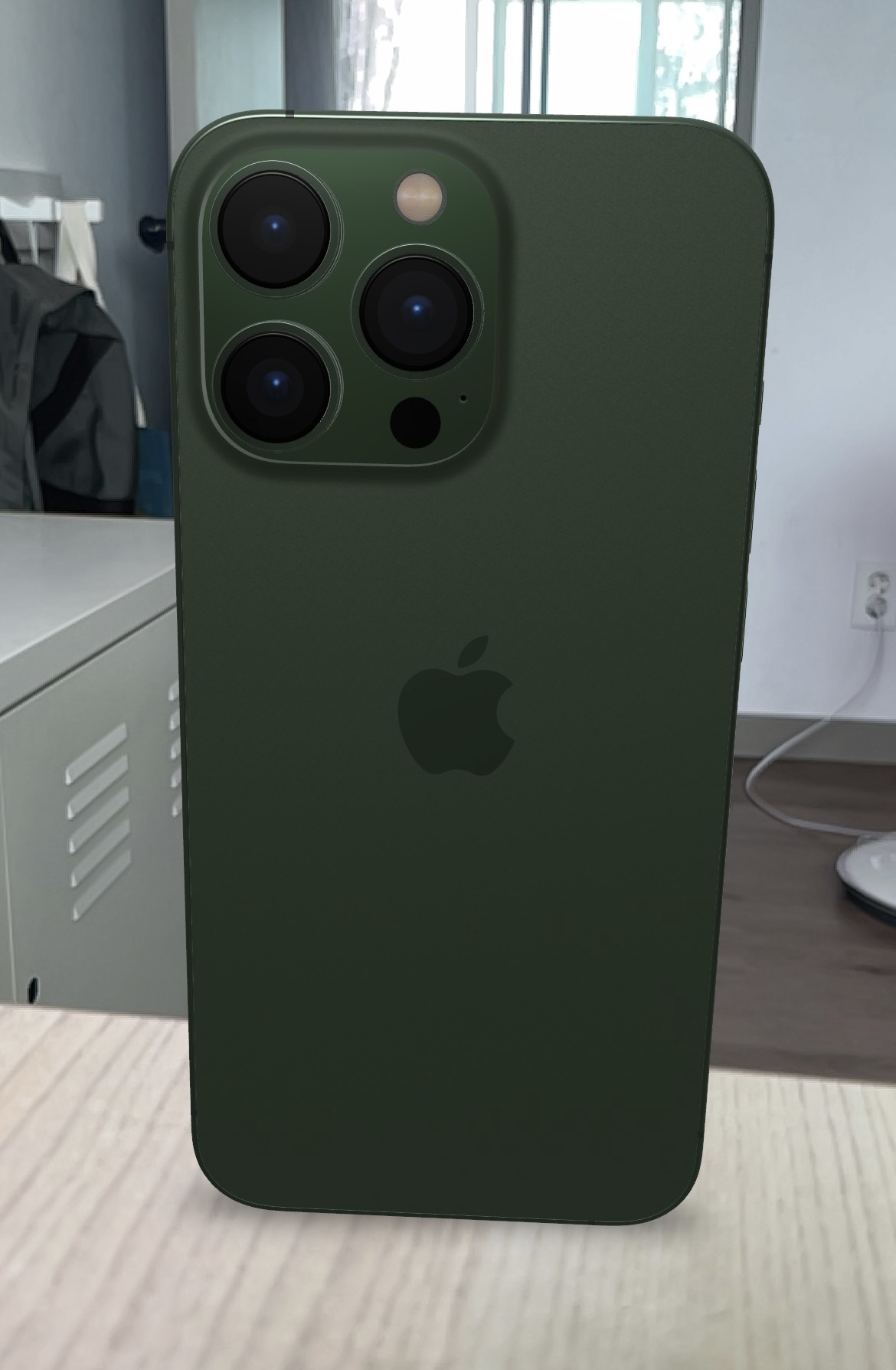
iPhone 13 Pro背面

iPhone 13 Pro系列與iPhone 13系列相同，其顯示器的缺口部分相較前代亦縮減了20%，其餘與前代差異不大。
顏色部分有天峰藍色、銀色、金色、石墨色、松嶺青色五種顏色可選擇。天峰藍色取代了iPhone 12 Pro的太平洋藍色。
| 顏色 | 中文名稱 | 英文名稱     |
| ---- | -------- | ------------ |
|      |          | Sierra Blue  |
|      | 銀色     | Silver       |
|      | 金色     | Gold         |
|      | 石墨色   | Graphite     |
|      | 松嶺青色 | Alpine Green |

包裝盒部分，蘋果於近年逐漸取消了塑膠的使用，過去封膜曾加上拉條來開啟，今年改用紙質的貼紙拉條作包裝，預估可以減少600公噸的廢棄物，並預告於2025年不再使用塑膠的願景。

## 硬體

### 相機

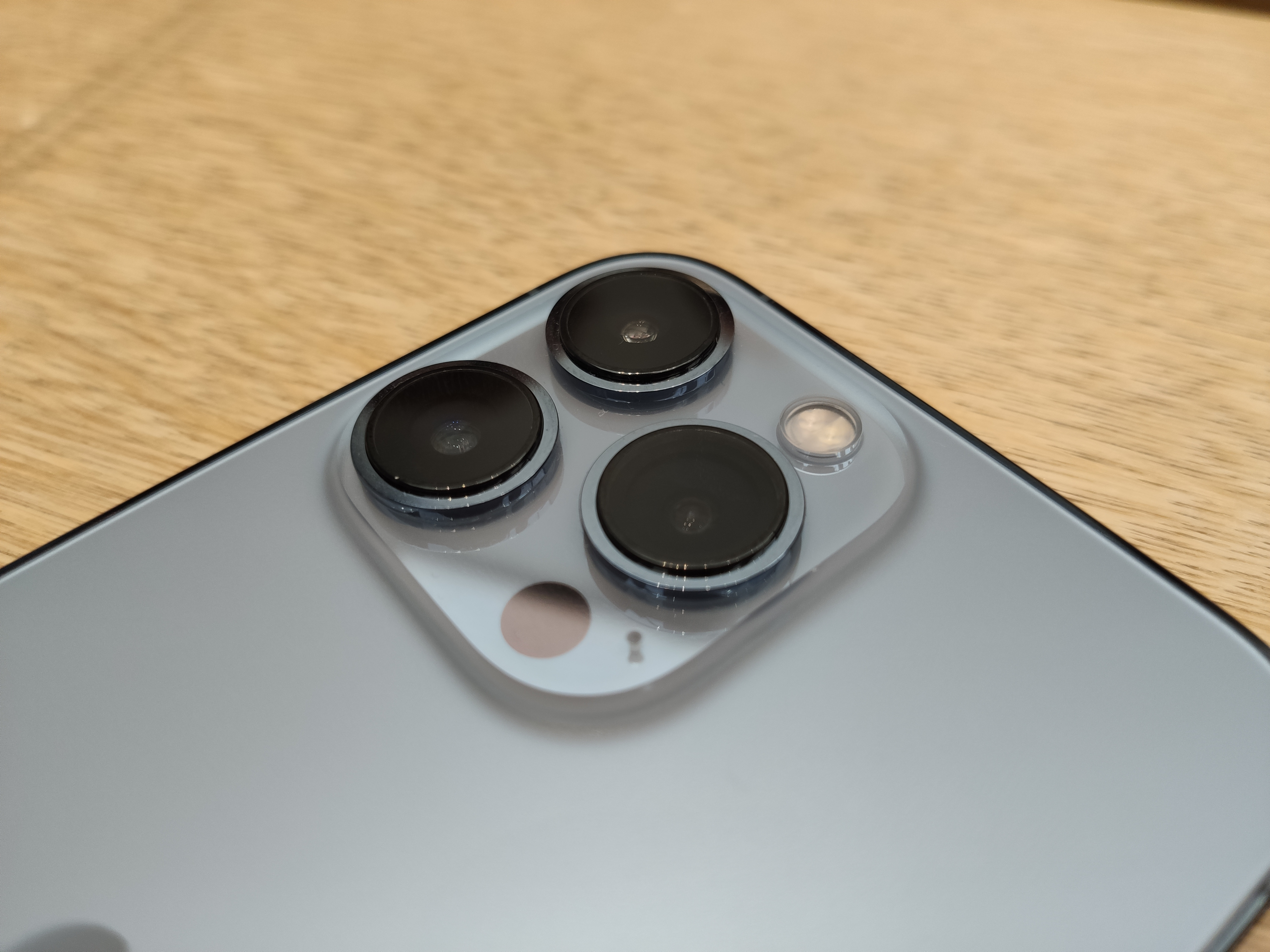
iPhone 13 Pro主相机镜组特写

iPhone 13 Pro相較上代相機模組明顯變大，且Pro和Max不再有差異配置，包含有三個重新設計的大光圈鏡頭，具備微距功能（2公分），感光元件位移式光學影像穩定功能，變焦增為3倍等，提供「電影級」ProRes格式（4K錄製需要256GB機型），以AI機器學習和光達進行自動焦點設置等等。

### 顯示器
iPhone 13 Pro在顯示器上搭載了6.1吋、解析度為2532x1170、螢幕密度為460ppi的超 Retina XDR OLED顯示器，最高支援120Hz更新頻率。
而iPhone 13 Pro Max則搭載了6.7吋，解析度為2778x1284，螢幕密度為458ppi的超 Retina XDR OLED顯示器，最高支援120Hz更新頻率。
兩款顯示器皆具備ProMotion自動適應更新頻率技術，更新頻率動態調整、最高可達120Hz。

### 軟體
iPhone 13 Pro系列出廠時即預載iOS 15作業系統，支援裝置端處理功能，透過A15仿生的神經網路引擎，甚至不須藉由蘋果伺服器即可完成Siri語音辨識以及实况文本處理。
另外，在iPhone 13與iPhone 13 Pro系列首次加入電影模式（Cinematic Mode），能依照場景自動調整景深，使用者拍完影片後依舊可以調整景深設定。
此系列iPhone pro因為亦是iPhone系列中第一款搭載ProMotion技術的iPhone。這使得其綜合續航力為歷史上最高的iPhone。

### 電池
同時iPhone 13 Pro的電池由10.78Wh至11.97Wh，升級約11%。iPhone 13 Pro Max從前一代14.13Wh增加至16.75Wh，則逼近20%。若關閉 120Hz 刷新率，能獲得非常可觀的續航體驗，代價是換上大電池的機身更沈重（iPhone 13 Pro Max較前一代增加了12公克），重量也創下了歷代新高。

## 時間線
| iPhone型號年表 |
| -------------- |
|                |